# Vergeetachtigheid
Vergeetachtigheid is het zich dingen minder goed kunnen herinneren dan normaal, of dan vroeger. Vergeetachtigheid kan geïsoleerd voorkomen of deel uitmaken van een meer globale geestelijke achteruitgang. Vergeetachtigheid wordt onderscheiden van geheugenverlies of amnesie, dat een volledige vergeten van dingen beschrijft, of een onvermogen dingen die gedurende een bepaalde periode zijn gebeurd te onthouden. 
Een zekere mate van vergeetachtigheid, die wat toeneemt met toenemende leeftijd vooral na het 50e levensjaar is normaal. 
Bij ernstiger vormen kan door psychologisch onderzoek worden nagegaan of de vergeetachtigheid geïsoleerd of als onderdeel van een globalere achteruitgang voorkomt. Het kortetermijngeheugen is meestal veel erger aangedaan dan het langetermijngeheugen.
Belangrijke oorzaken zijn de ziekte van Alzheimer en multi-infarctdementie. Deze zijn nauwelijks of niet behandelbaar en meestal progressief. Er zijn een aantal neurologische zeldzame tot zeer zeldzame oorzaken, zoals de ziekte van Creutzfeldt-Jakob. Er zijn echter ook een aantal behandelbare oorzaken die moeten worden uitgesloten alvorens men tot de ziekte van Alzheimer besluit, zoals de normaledrukhydrocefalie, een ruimte-innemend proces in de hersenen of hypothyreoïdie.